# Хризен
Хризен — полициклический ароматический углеводород с формулой C18H12, молекула которого содержит 4 конденсированных бензольных кольца. Он входит в состав каменноугольной смолы, из которой он и был выделен. Также встречается в креозоте, веществе, применяемом для обработки древесины.
Хризен в малых количествах образуется при сжигании или перегонке угля, сырой нефти и растительного материала.
В эксперименте, симулирующем нижние слои атмосферы Юпитера, проведённом Карлом Саганом, в среде коричневатых толинов был обнаружен 4-кольцовый хризен.
Название «хризен» происходит от греч. Χρύσoς, chrysos, что означает «золото», и связано с золотисто-жёлтой окраской кристаллов данного углеводорода, при их первом получении. Тем не менее, чистый хризен бесцветен, а желтоватый окрас хризену придаёт примесь его изомера — тетрацена, который довольно трудно отделить.

## Свойства
Хризен хорошо растворяется в горячем бензоле и ксилоле, плохо растворяется в этаноле, уксусной кислоте, сероуглероде и диэтиловом эфире. Хлорируется при действии хлора до 6,12-дихлорхризена, при реакции с сульфурилхлоридом SO2Cl2 в среде нитробензола — до 6-хлорхризена. Нитруется азотной кислотой до 6,12-динитрохризена, сульфируется при взаимодействии с хлорсульфоновой кислотой в тетрахлорметане до хризен-6-сульфокислоты.

## Применение
Хризен используется при производстве некоторых красителей.

## Безопасность
Предполагается, что хризен, как и другие полициклические ароматические углеводороды, является канцерогеном. По крайней мере, есть данные о том, что у лабораторных животных он вызывает рак.